# Sidoharjo (Purwodadi)
Sidoharjo is een bestuurslaag in het regentschap Purworejo van de provincie Midden-Java, Indonesië. Sidoharjo telt 725 inwoners (volkstelling 2010).